# Icosaedru trunchiat rectificat
În geometrie icosaedrul trunchiat rectificat este un poliedru convex. Are 92 de fețe: 60 de triunghiuri isoscele, 12 pentagoane regulate și 20 de hexagoane regulate. Având 92 de fețe, este un eneacontadiedru. Simbol său Conway este atI sau akD.
Ca poliedru aproape Johnson cu simetrie icosaedrică, atât pentagoanele, cât și însă hexagoanele sunt regulate, însă lungimea laturilor pentagoanelor diferă de cea a laturilor hexagoanelor, ceea ce face ca unghiurile triunghiurilor să fie ușor diferite, rezultând triunghiuri isoscele. Forma este de simetroedru, cu notația I(1,2,*,[2])
Este construit printr-o rectificare, a unui icosaedru trunchiat, rectificarea trunchiind vârfurile până la mijlocul laturilor.

## Dualul său

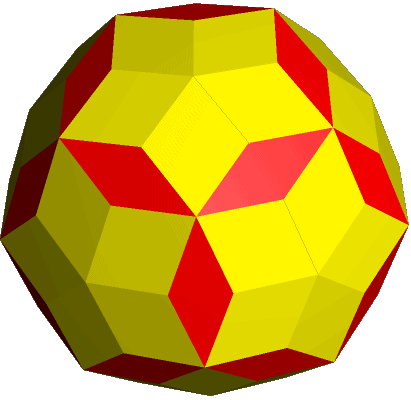
Dualul, eneacontaedrul rombic

Cu notația Conway, poliedrul său dual poate fi numit icosaedru trunchiat joncțional, jtI, dar care este topologic echivalent cu eneacontaedrul rombic cu toate fețele rombice.

## Poliedre înrudite
Icosaedrul trunchiat rectificat face parte din șirul poliedrelor rezultate prin operații de rectificare și trunchiere a icosaedrului trunchiat. Trunchierea suplimentară și operațiile de alternare creează încă două poliedre:
| Nume        | Icosaedru trunchiat | Icosaedru trunchiat | Icosaedru trunchiat rectificat | Icosaedru trunchiat expandat | Icosaedru trunchiat rectificat trunchiat | Icosaedru trunchiat rectificat snub |
| Coxeter     | tI                  | ttI                 | rtI                            | rrtI                         | trtI                                     | srtI                                |
| Conway      | tI                  | ttI                 | atI                            | etI                          | btI                                      | stI                                 |
| ----------- | ------------------- | ------------------- | ------------------------------ | ---------------------------- | ---------------------------------------- | ----------------------------------- |
| Imagine     |                     |                     |                                |                              |                                          |                                     |
| Desfășurată |                     |                     |                                |                              |                                          |                                     |
| Conway      | dtI = kD kD         | kdtI                | jtI                            | otI                          | mtI                                      | gtI                                 |
| Dual        |                     |                     |                                |                              |                                          |                                     |
| Desfășurată |                     |                     |                                |                              |                                          |                                     |